# Il quinto testimone
Il quinto testimone (The Fifth Witness) è un romanzo dello scrittore statunitense Michael Connelly, edito nel 2011, il quarto con protagonista l'avvocato Mickey Haller..
Il libro è stato tradotto in tedesco, portoghese, svedese, norvegese, italiano e numerose altre lingue.

## Trama
Dopo essere stato per molti anni avvocato penalista, Mickey Haller ha deciso di passare al diritto civile per occuparsi dei pignoramenti di immobili, un settore che la crisi economica ha certamente reso florido perché molte persone non riescono più a pagare le rate dei mutui, mentre le banche e i proprietari di casa rivendicano i loro diritti sugli immobili. Haller aiuta i suoi clienti ad allungare i tempi che precedono la perdita della casa, pur sapendo di non poter far nulla per evitare che la notifica di sfratto diventi effettiva. Come sempre Haller lavora a bordo della sua Lincoln, il cui nuovo autista è l'ispanico Rojas, mentre in studio ha assunto Jennifer Aronson (soprannominata Bullocks), una giovane associata neolaureata in legge nella quale ha visto un talento cristallino. Oltre a Bullocks, Haller può contare anche sulla sua segretaria Lorna Taylor e sull'investigatore privato Cisco.
Un giorno Haller viene a sapere che Lisa Trammel, la sua prima cliente da quando ha avviato la nuova attività, è stata arrestata con l'accusa di omicidio. Lisa è una madre single di 35 anni che, disperata per la sua condizione, ha dato vita a una vera e propria organizzazione che ha manifestato più volte contro i pignoramenti delle case. L'uomo che Lisa avrebbe ucciso è Mitchell Bondurant, capo dell'ufficio ipoteche della banca WestLand, colui con il quale era in lotta per il possesso della casa. Tutti gli indizi sembrano puntare contro Lisa, ma Haller resta perplesso dalla frettolosità con cui è stata tratta in arresto e accetta di tornare a fare il penalista per difendere Lisa in quello che si preannuncia essere un processo molto difficile. Come se non bastasse, Haller si troverà di fronte a uno spietato procuratore contro cui ha sempre perso: Andrea Freeman, amica e collega della sua prima ex moglie Maggie McPherson.

## Edizioni
- Michael Connelly, Il quinto testimone, traduzione di Mariagiulia Castagnone, 1ª ed., Piemme, 2014, ISBN 978-88-566-2129-7.